# Baeocera louisi
Baeocera louisi – gatunek chrząszcza z rodziny kusakowatych, podrodziny łodzikowatych i plemienia Scaphisomatini.
Gatunek ten opisany został w 2012 roku przez Ivana Löbla.
Chrząszcz o ciele długości od 1,02 do 1,15 mm. Ubarwiony bardzo ciemnobrązowo do czarnego z jaśniejszymi goleniami, stopami i czułkami. W długich czułkach człony dziewiąty i dziesiąty są znacznie dłuższe niż szersze, a człony siódmy i ósmy około czterokrotnie dłuższe niż szersze. Wyraźnie grube punktowanie pokrywa większą część zapiersia, a po jego bokach punkty są rozmieszczone bardzo gęsto, nie dalej od siebie niż ich średnice. Hypomeron bardzo delikatnie lub wcale niepunktowany. Metanepisterna słabo wyróżnialne, nieoddzielone szwem. Pokrywy nieprzyciemnione wierzchołkowo, o grubszych punktach zlokalizowanych wyłącznie lub prawie wyłącznie w częściach zewnętrznych. Rządek przyszwowy pokryw zaczyna się u ich podstawy, zakrzywia się wzdłuż krawędzi nasadowej i sięgając boków pokryw formuje pełny rządek bazalny, łączący się z rzędami bocznymi. Nasadowa część pierwszego widocznego sternitu odwłoka bez zmarszczek. Samiec ma edeagus długości 0,29 do 0,34 mm i lekko łukowate, wyraźnie poszerzone pośrodku i nierozszerzone szczytowo paramery.
Owad spotykany wśród szczątków roślinnych w zagłębieniach terenu oraz pod i wśród opadłych liści w jarach. Znany wyłącznie z filipińskiej wyspy Luzon.